# Incidente del banco Dogger
El incidente de Dogger Bank (también conocido como el Incidente del Mar del Norte, el Ultraje Ruso o el Incidente de Hull) ocurrió en la noche del 21 al 22 de octubre de 1904, cuando la Flota del Báltico de la Armada Imperial Rusa confundió a los pesqueros civiles británicos de Kingston upon Hull en el área del Banco Dogger del Mar del Norte con buques torpederos de la Armada Imperial Japonesa y les disparó, llegándose a disparar también entre los propios buques rusos en el caos de la refriega.
Dos pescadores británicos murieron, seis más resultaron heridos, un barco pesquero se hundió y cinco barcos más resultaron dañados. Del lado ruso, un marinero y un sacerdote ortodoxo ruso a bordo del crucero Aurora murieron por fuego amigo. "Los daños al Aurora se ocultaron... y solo se descubrieron al descifrar un mensaje inalámbrico interceptado en la estación [británica] de Felixstowe. También se consideró muy significativo que ningún oficial de ese barco compareciera ante la Comisión, ni se presentaron sus registros". El incidente casi provocó una guerra entre el Imperio británico y el Imperio ruso.

## Antecedentes
La flota rusa comandada por Zinovi Rozhéstvenski había recibido la orden de navegar más de 23.000 millas náuticas desde sus bases en los puertos del mar Báltico hasta el mar del Japón para auxiliar a la Flota del Pacífico, la cual estaba sitiada por los japoneses en la rada de Port Arthur, más tarde en Vladivostok durante la Guerra Ruso-Japonesa de 1905. Debido a los informes erróneos sobre la presencia de lanchas torpederas, submarinos y dragaminas japoneses en el Mar del Norte, y por el nerviosismo general de los marinos rusos, 48 pesqueros indefensos fueron atacados por los rusos a miles de millas de aguas enemigas.
Sin embargo, las recientemente desarrolladas lanchas torpederas de las marinas europeas, las cuales tenían el potencial para hundir grandes barcos de combate, podían hacerlo de manera casi invisible: las torpederas crearon una tensión psicológica en los marinos de guerra, y en fecha tan temprana como 1898 durante la Guerra hispano-estadounidense, los marineros estadounidenses abrieron fuego contra el oleaje marino y las rocas a lo largo de la costa, creyendo que eran torpederas del enemigo.
Estos accidentes y rumores, los cuales habían perseguido a la Armada de los Estados Unidos durante su guerra contra España en 1898, no eran excepción en la Flota Rusa durante su viaje, y ante el miedo general en los marineros, los mandos trataron de acallarlos con una mayor vigilancia y ordenando también que "ningún barco de ninguna clase debe entrar en medio de la flota": esto llevaría pronto a un incidente no registrado cerca de la costa danesa, cuando se abrió fuego contra marineros enviados con despachos diplomáticos para la flota, pero consiguieron escapar ilesos.

## El incidente

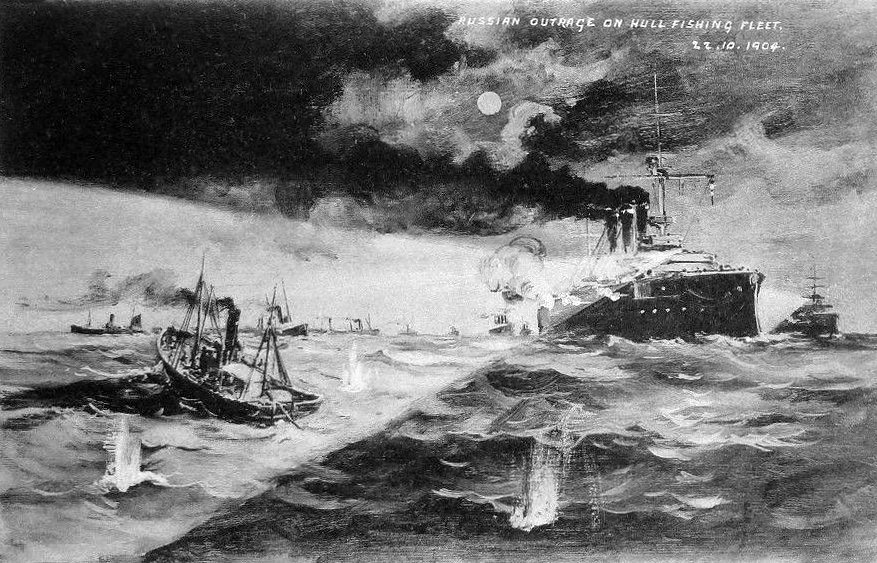
Postal británica que muestra a los buques de guerra rusos disparando contra los barcos pesqueros.

A la altura del puerto británico de Hull, el almirante ruso Zinovi Rozhéstvenski recibió un despacho del Almirantazgo según el cual cuatro torpederos, construidos para los japoneses en el Reino Unido, habían sido ya entregados a sus tripulaciones y se dirigían hacia ellos. 
El desastre del 21 de octubre comenzó por la tarde cuando el capitán de la nave de suministro Kamchatka (Камчатка), que era la última de la línea rusa, creyó que un barco sueco que estaba de paso era en realidad una lancha torpedera japonesa, radiando que había sido atacado. 
Entre la densa niebla de la mañana, los rusos confundieron a una flota de 48 pesqueros ingleses con las torpederas japonesas y comenzaron a disparar, hundiendo a uno de ellos: el arrastrero Crane, y su capitán y primer oficial murieron; a bordo de los demás barcos seis pescadores resultaron heridos, muriendo unos de ellos meses más tarde. 
En medio del caos general los barcos rusos se dispararon entre ellos: el crucero Aurora (Aврора), confundido con un navío japonés en aproximación, fue bombardeado y seriamente dañado: un marinero murió y otro quedó seriamente herido. Un cura a bordo de un crucero quedó atrapado en el fuego cruzado y resultó malherido. Más pérdidas se evitaron a causas de la extremadamente baja calidad de la artillería naval rusa (el crucero de batalla Oriol informó que había disparado más de 500 obuses sin haber hecho blanco).

## Consecuencias

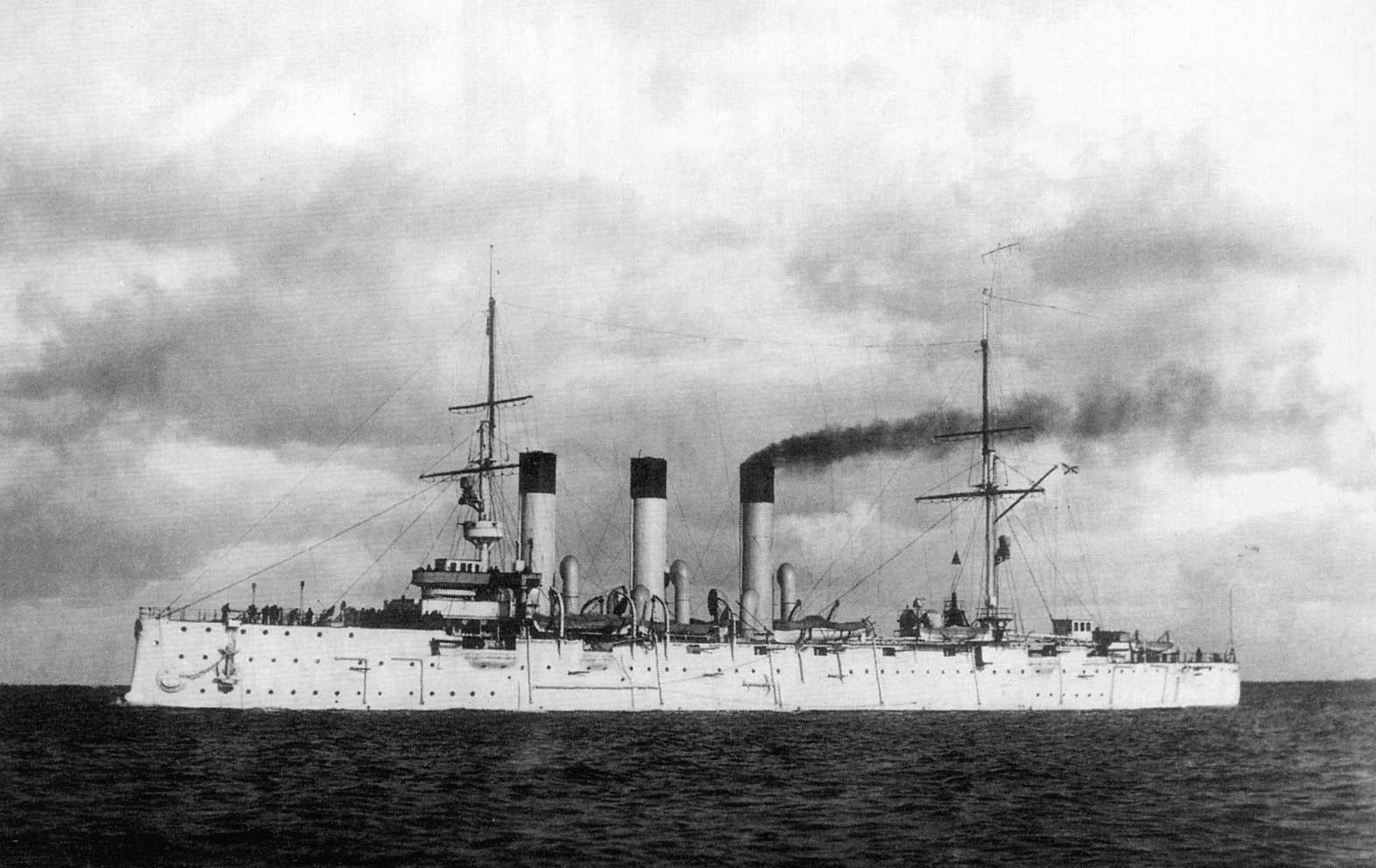
El Aurora, crucero protegido ruso atacado por otros barcos rusos durante el incidente.

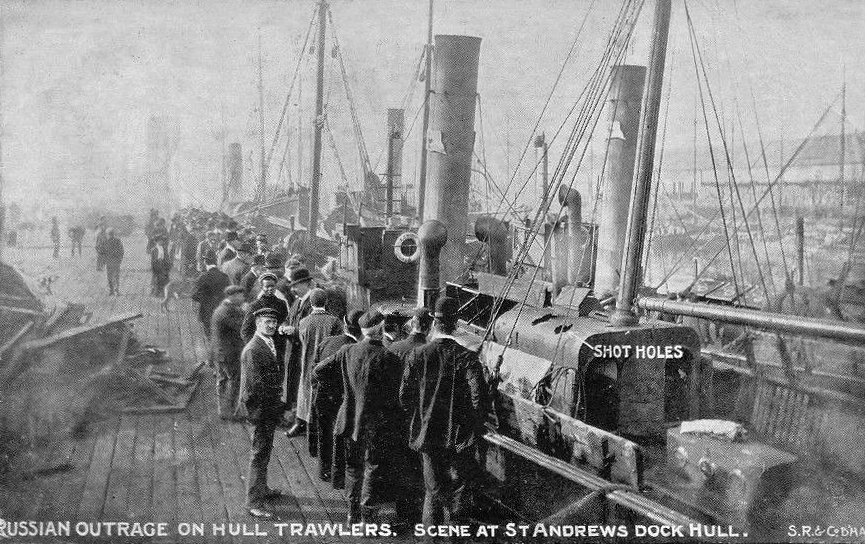
Arrastreros dañados después de regresar al muelle de St Andrews, Hull.

El incidente derivó en un serio conflicto diplomático entre Rusia y Gran Bretaña, lo cual era peligroso por la alianza entre británicos y japoneses (a la flota rusa se le prohibió usar el Canal de Suez y los puertos británicos, por lo que tuvieron que circunnavegar África, y resultaron derrotados en la Batalla de Tsushima, dentro de la Guerra Ruso-Japonesa): como consecuencia de ello, algunos periódicos británicos llamaron a la flota rusa "piratas", y al almirante ruso Zinovi Rozhéstvenski fue duramente criticado por dejar botes salvavidas a los pescadores; el editorial del The Times era especialmente mordaz: "es casi inconcebible que estos hombres autoproclamados marineros, sin embargo asustados como estaban, pudiesen estar veinte minutos bombardeando una flota de barcos pesqueros sin haber descubierto la naturaleza de su objetivo".

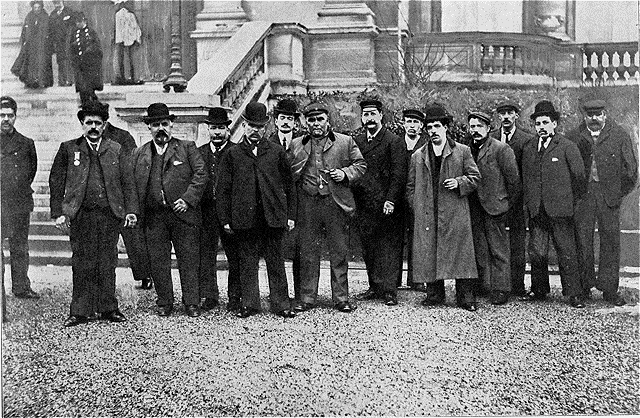
Pescadores británicos para testificar ante la Comisión en París

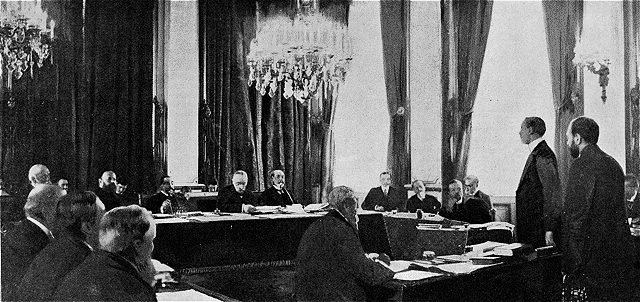
Sesión de la Comisión Internacional de Investigación.

El incidente incendió los ánimos contra los rusos: la escuadra de Rozhéstvenski fue apodada "la flota del perro rabioso", los puertos neutrales en los que se había programado su reabastecimiento durante el viaje negaron la ayuda -posiblemente bajo presiones de Gran Bretaña- y sólo la intensa negociación diplomática impidió que la Royal Navy zarpara en busca de la flota rusa. El incidente del banco de Dogger fue uno de los muchos factores de desgaste que, a la larga, contribuyeron a la derrota del Imperio ruso en la guerra.
Los cruceros de batalla de la Marina Real británica estaban preparados para la guerra, mientras los escuadrones de cruceros británicos seguían de cerca a la flota rusa durante su camino por el Golfo de Vizcaya. Bajo presión diplomática, el gobierno ruso aceptó que se investigase el incidente, y a Rozhéstvenski se le ordenó atracar en Vigo, donde dejó a los oficiales considerados responsables (así como a un oficial que había sido crítico con él).
El 25 de noviembre de 1904, los gobiernos rusos y británico firmaron un acuerdo en donde aceptaban resolver la cuestión en la Comisión Internacional de Investigación en La Haya: la comisión finalizó sus trabajos el 26 de febrero de 1905, en donde criticaban al almirante Rozhéstvenski por sus decisión de abrir fuego sobre los pesqueros, ya que no era "justificable". Sin embargo concluyó que "cada barco (británico) barría el horizonte en todas direcciones con sus propios reflectores para evitar ser tomados por sorpresa, lo cual hacía difícil evitar alguna confusión", concluyendo también que "los comisionados tienen el placer en reconocer que, de forma unánime, el Almirante Rozhéstvenski hizo personalmente todo lo posible, desde el principio hasta el final del incidente, para prevenir a los barcos pesqueros reconocidos como tales de ser bombardeados por la escuadra".
Los pescadores finalmente recibieron 66.000 libras esterlinas de Rusia como compensación. En 1906 se inauguró el Memorial del Pescador en Kingston upon Hull para conmemorar las muertes de los tres pescadores: la estatua, de aproximadamente cinco metros y medio, muestra al pescador fallecido George Henry Smith, con una inscripción haciendo referencia al incidente.